# Street fishing
Lo street fishing o urban fishing è la pesca sportiva in corsi d'acqua urbani. La caratteristica principale di questa pratica è l'immediatezza con cui può essere eseguita: ciò l'ha resa molto diffusa tra i giovani, grazie anche ai suoi principi di rispetto per il pesce.
Essendo eseguito spesso proprio nel cuore dei centri cittadini, lo street fishing assume caratteri, soprattutto estetici, dalla cultura urbana. Ciò è testimoniato dalle foto, spesso fatte in prossimità di muri con graffiti, e dall'abbigliamento dei pescatori, spesso molto giovanile, che ricalca le mode dell'abbigliamento urbano: sneakers, felpa e pantaloni sportivi.

## Storia e sviluppo
L'ideologia dello street fishing ha origine in America nel 1969 con gli urban fishing programs, programmi che videro la rivalutazione degli ambienti urbani da parte dei pescatori.
Tali programmi consistevano nella ripopolazione o nella creazione di laghi artificiali (detti pond) in prossimità di case o aree ricreative (famosi i pond presenti nei campi da golf e all'interno del parco di divertimenti di Disneyland).

Con l'evolversi negli anni successivi della pesca sportiva nei paesi occidentali, la filosofia dello street fishing si è diffusa in particolare nelle città del Nord Europa.
Queste, presentano la caratteristica di avere molti corsi d'acqua di origine naturale e non, popolati da varie specie di pesci di interesse per i pescatori sportivi, diventano una rampa di lancio lo street fishing. Ciò ha permesso con gli anni lo sviluppo di un vero e proprio business, in cui attrezzature e slogan pubblicitari di aziende e società sportive del settore sono stati dedicati appositamente alla pesca in contesti urbanizzati.
La rivalutazione dei contesti di pesca urbani lancia una vera e propria moda, diventando un'etichetta per un tipo di pesca che esisteva da sempre ma che era stato abbandonato causa inquinamento e maggiore interesse per altre discipline attuabili in altri contesti più naturali o considerati di maggiore interesse agonistico. Con l'avvento di ritmi di vita più serrati,  è stata riscoperta da molti appassionati la possibilità di praticare con il minor sforzo possibile la pesca all' interno della propria città.
In Francia i riferimenti riguardanti lo street fishing si hanno a partire dal 2004, quando i primi pescatori parigini cominciano a pubblicare sul forum del sito Achigan.net le foto di catture avvenute nella Senna e nei canali limitrofi in pieno centro a Parigi. Nascono così le prime manifestazioni di street fishing francesi, che inizialmente non hanno un riscontro competitivo; nel 2007, però, l'AFCPL ha lanciato un circuito nazionale di street fishing.

Nelle grandi città ci si trovano pescatori anche in prossimità di strutture, monumenti ed edifici iconici, come nel caso in foto, il Pont Royal sulla Senna a Parigi

Nel 2013 questa filosofia di pesca viene promossa ufficialmente anche in italia, grazie a un team di pescatori sportivi appassionati di street fishing, il movimento è stato promosso inizialmente con pagine social dedicate e un sito con articoli di settore; nell'aprile del 2014 sulla rivista Pesca Mosca e Spinning un articolo ha fornito i fondamenti per chi fosse interessato ad avvicinarsi allo street fishing. 

## Tecniche di pesca
Essendo una disciplina molto variegata che prevede la possibilità di insidiare molteplici specie di pesce in differenti ambienti, lo street fishing non ha una tecnica specifica. La prima distinzione importante che è possibile fare che è possibile fare è con le esche artificiali e esche naturali.

### Approcci di pesca con le esche artificiali
Fin da subito l'esca principe universale dello streetfishing è stata lo Shad: un'imitazione di pesciolino in gomma in varie misure, utilizzabile su ami speciali detti jighead. La diffusione di questa esca per pescare in contesti urbani è legata alla sua semplicità di uso e al fatto che permette la pesca di qualsiasi pesce predatore. Inoltre, poiché lo shad imita il pesce foraggio, spesso lo attaccano anche pesci grufolatori come i ciprinidi, che non sono predatori puri.

#### Light Spinning
Dedicato alla pesca di pesci predatori e non di piccole e medie dimensioni, spesso impiega esche in silicone armate di testina piombata e canne adatte a lanciare fino a 10/15 gr.

#### Medium Spinning
Utilizzato prevalentemente per pescare con esche più pesanti dove sono richieste, è la categoria più polivalente; viene spesso praticata con una potenza di lancio massima di circa 40 gr.

#### Heavy Spinning
In molti fiumi cittadini la presenza di pesci della mole del siluro ha fatto sì che molti appassionati si dedichino prevalentemente alla ricerca di questi grandi pesci. Le canne utilizzate arrivano a lanciare da un minimo di 50 gr a un massimo basato sulle condizioni di pesca sulle esche richieste.

### Approcci con le esche naturali
Molto diffuso soprattutto nei fiumi francesi è il CarpFishing, una tecnica di pesca con le esche naturali che ha l'obbiettivo di catturare le grosse carpe.
Viene praticata anche la pesca con i pesci vivi innescati alla ricerca dei predatori al vertice della catena alimentare.

## Eventi e gare
La popolarità dello street fishing rende possibile di effettuare vere e proprie gare di pesca in aree urbane. Per queste gare vengono usate anche applicazioni per il telefono cellulare che permettono di inviare la foto della cattura, che viene valutata dai giudici e inserita in classifica in tempo reale, permettendo di rilasciare immediatamente le catture.

### Italy Street Fishing Game
L'Italy Street Fishing Game organizzata da Street Fishing Italia è stata la più grande manifestazione di street fishing in Italia.
Gli eventi organizzati sono stati due, ad Adria e a Treviso.

#### Italy Street Fishing Game Adria
La città di Adria è attraversata dal canal Bianco, popolato da: 
- lucioperca
- aspi
- black bass
- lucci
- siluri

Sulle rive di questo corso d'acqua si sono riuniti anno dopo anno, a partire dal 2016, fino a 200 agonisti.

#### Italy Street Fishing Game Summer Edition
Dal 2018 la manifestazione si svolge anche nel periodo estivo nella città di Treviso dove gli agonisti si affrontano sul fiume Sile alla ricerca di:
- trote
- lucci
- persici
- cavedani.

In entrambe le manifestazioni ai vincitori vengono assegnati dei premi messi a disposizione dalle aziende promotrici, tra cui un viaggio di pesca a Rotterdam con una guida di pesca del posto.

### Gunki Iron Tournament
Il Gunki Iron Tournament è il primo evento agonistico di street fishing avvenuto contemporaneamente in 3 diverse città di 3 diversi paesi:
Rotterdam, Parigi e Amburgo.
L'evento si è tenuto il 30 giugno e il 1 luglio 2018 a cura del marchio di attrezzatura per la pesca Gunki.
Il poter disputare questo evento in luoghi diversi contemporaneamente è stato reso possibile dall'applicazione francese FishFriender, una piattaforma social di pesca che permette di svolgere eventi in cui i partecipanti una volta iscritti possono inviare le proprie catture per farle poi convalidare a distanza dai giudici. L'applicazione prevede un tracking gps con una revisione automatica dei metadati delle foto inviate che permette il controllo dei movimenti del singolo pescatore, potendo così decretare se la cattura sia avvenuta o meno durante la gara.

### World Street Fishing
Promosso e organizzato dalla compagnia organizzatrice di eventi Angling Spirit, l'evento si è svolto nell'edizione 2018 e 2019 nella città di Metz.